# Flines-lez-Raches
Flines-lez-Raches ist eine französische französische Gemeinde mit 5677 Einwohnern (Stand 1. Januar 2022) im Département Nord in der Region Hauts-de-France. Sie gehört zum Arrondissement Douai und zum Kanton Orchies. Die Bewohner werden Flinois und Flinoises genannt.

## Geografie
Flines-lez-Raches liegt im Regionalen Naturpark Scarpe-Schelde am Rande des Nordfranzösischen Kohlereviers, zehn Kilometer nordöstlich von Douai. Nachbargemeinden sind Coutiches im Norden, Bouvignies im Osten, Marchiennes im Südosten, Lallaing im Süden, Anhiers im Südwesten, Râches im Westen und Faumont im Nordwesten. Im Süden reicht das Gemeindegebiet von Flines-lez-Raches bis an die Scarpe.

## Bevölkerungsentwicklung
| Jahr      | 1962 | 1968 | 1975 | 1982 | 1990 | 1999 | 2007 | 2020 |
| Einwohner | 5094 | 5116 | 5047 | 5098 | 5294 | 5436 | 5447 | 5612 |

## Sehenswürdigkeiten
- Abtei Flines
- Kirche Saint-Michel, seit 1921 als Monument historique klassifiziert
- Kirche Notre-Dame-de-Pellevoisin

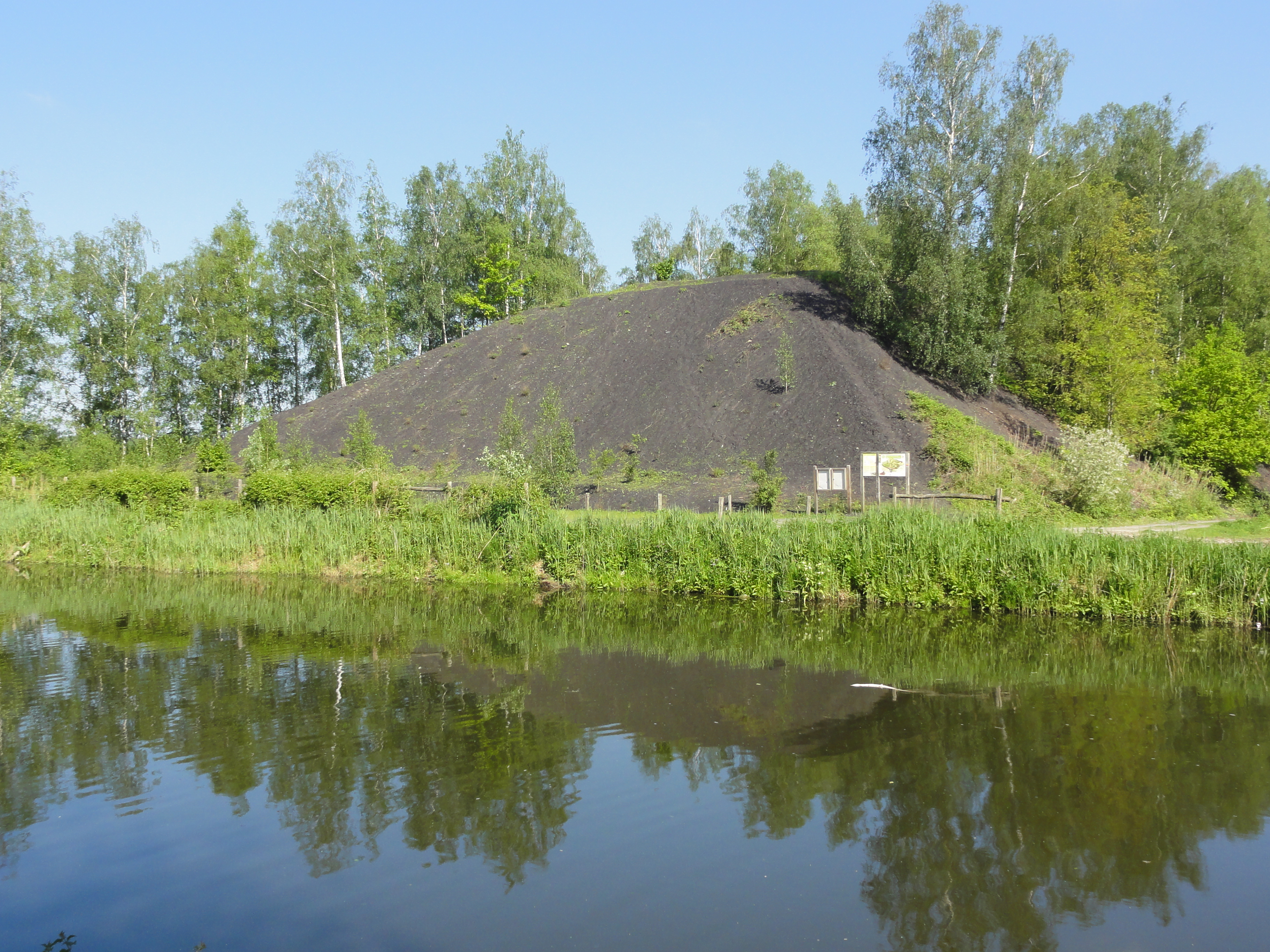
Bergbauhalde bei Flines-lez-Raches

- Herberge aus dem 17. Jahrhundert, Fassade und Dach zur Seite des Platzes seit 1984 als Monument historique eingeschrieben

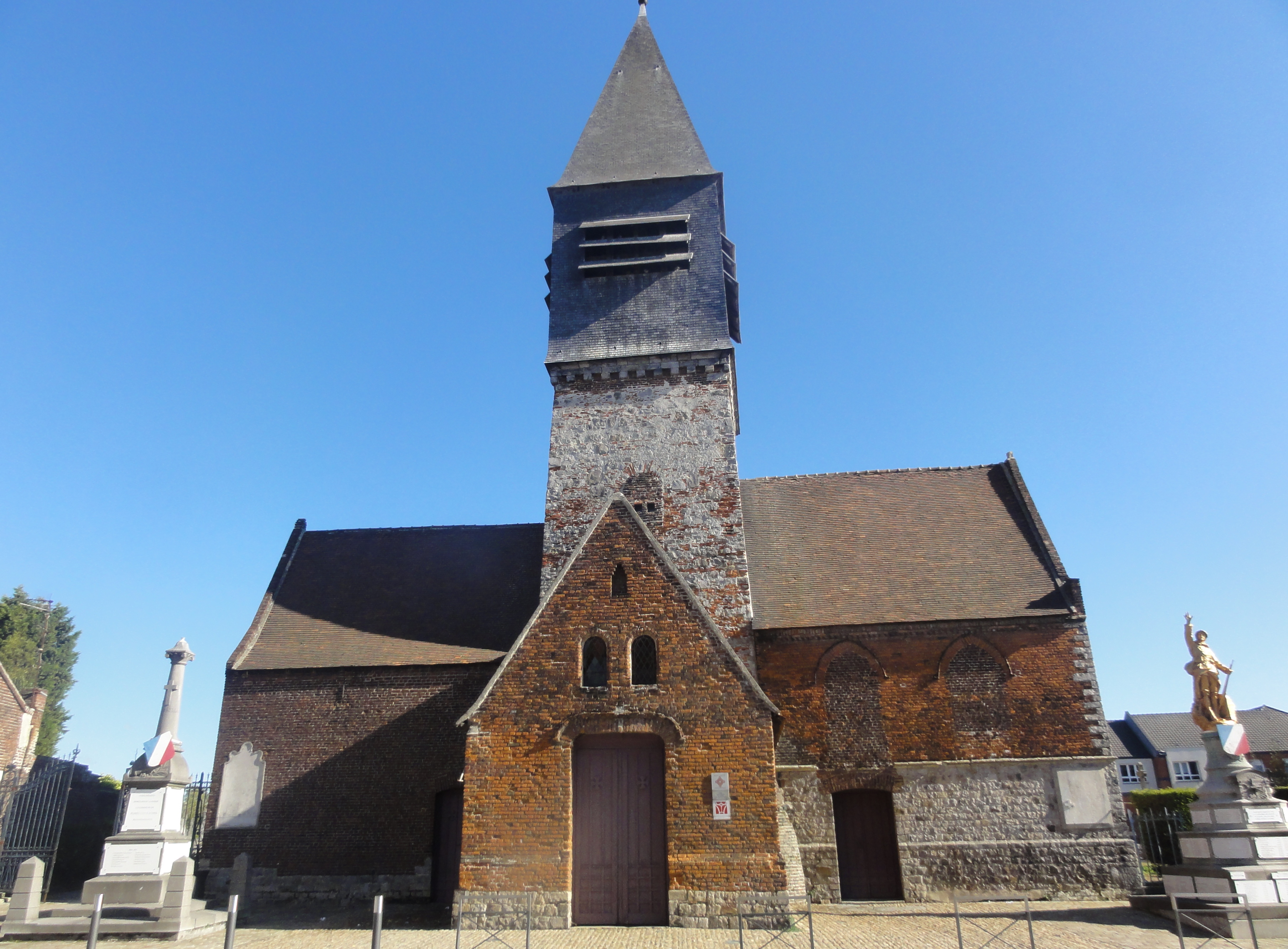
Kirche Saint-Michel
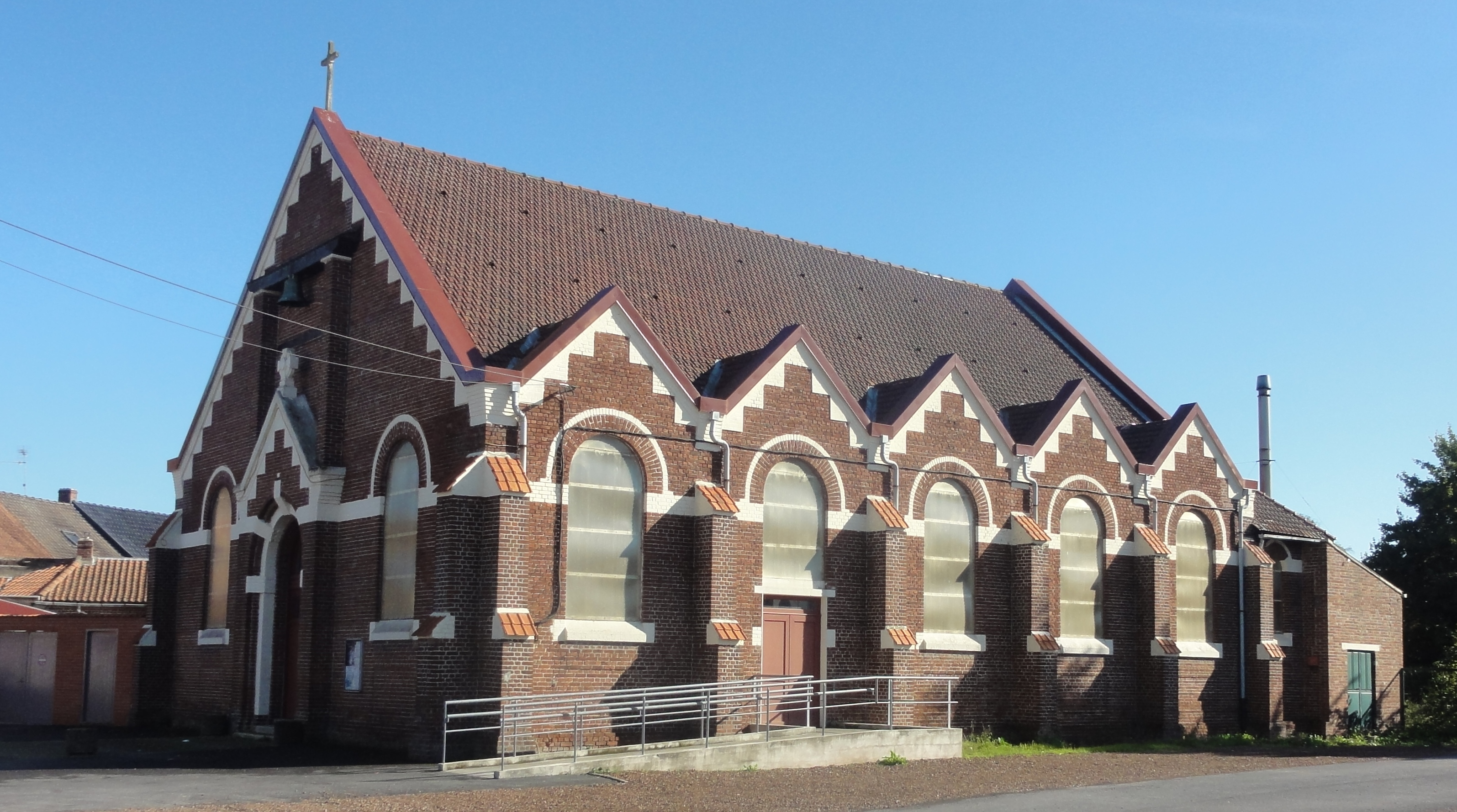
Kirche Notre-Dame-de-Pellevoisin